# Gaioc (arie protejată)
Gaioc (în ucraineană Гайок) este o arie protejată de importanță locală din raionul Herța, regiunea Cernăuți (Ucraina), situată la sud de satul Târnauca. Este gestionată de serviciul de stat „Silvicultura Cernăuți” (silvicultura Târnauca). Aria este situată în imediata apropiere a frontierei româno-ucrainene.
Suprafața ariei protejate constituie 62 de hectare și a fost înființată în anul 1979 prin decizia consiliului regional. Statutul a fost acordat pentru conservarea unei porțiuni a unei valoroase păduri de fag cu vârsta de 120 de ani, cu o bogată compoziție floristică de plante rare.